# Linfopoietina timica stromale
La linfopoietina timica stromale (in inglese Thymic Stromal Lymphopoietin, abbreviato TSLP) è una proteina della famiglia degli ormoni  prodotta da cellule epiteliali timiche presenti nei corpuscoli di Hassall. Ad essa è riconosciuto un importante ruolo nella maturazione delle cellule T.
La produzione di TSLP è stata osservata in varie specie, incluso l'uomo e il ratto. Nell'uomo la TSLP è codificata dal gene TSLP.